# Bertillonage

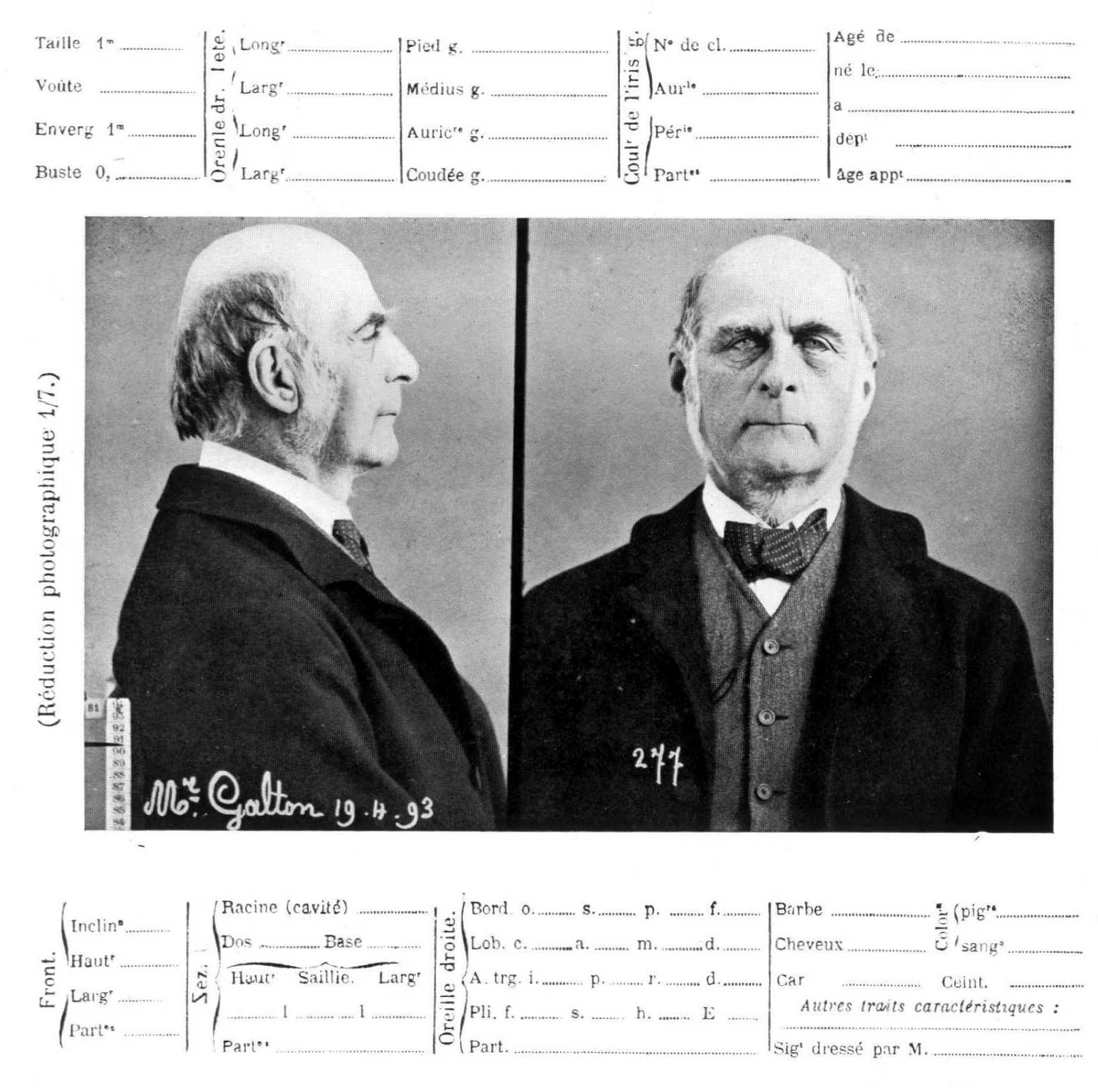
Fotografie und Bertillon-Kartei des britischen Naturforschers Francis Galton. Die Karte wurde anlässlich eines Besuchs Galtons in Bertillons Labor 1893 angefertigt.

Die Bertillonage ist ein von Alphonse Bertillon entwickeltes anthropometrisches System zur Identifizierung von Personen anhand von Körpermaßen. Es handelt sich hierbei um ein frühes biometrisches Erkennungsverfahren.
Das System wurde unter anderem in Großbritannien, Frankreich, den USA und Deutschland eingesetzt, jedoch wegen punktueller Ungenauigkeiten in der Identifikation und hohem Aufwand weltweit nach wenigen Jahrzehnten durch die mit wesentlich weniger Aufwand durchzuführende Daktyloskopie (Fingerabdruckverfahren) als Identifizierungssystem weitgehend abgelöst. In der auch gegenwärtig noch angewandten Methode der Fotografie des Gesichts aus zwei verschiedenen Perspektiven (siehe Abbildung) finden jedoch nach wie vor Elemente der Bertillonage Anwendung.

## Kontext
In Frankreich wurde 1832 per Gesetz die physische Markierung von Galeerensträflingen durch Brandmarken endgültig verboten. Damit standen die Gerichte vor dem Problem, Wiederholungstäter zu identifizieren. Eindeutig identifizieren wollte man aber auch „Landstreicher“ und Gewohnheitsverbrecher, die häufig Wohnort und Namen wechselten. Zur Zeit Bertillons erhoffte man sich von der Möglichkeit, Personen eindeutig zu identifizieren, insbesondere auch Unterstützung im Kampf gegen anarchistische Gewalttäter. Das Interesse an der Bertillonage ging aber weit darüber hinaus. So heißt es im Vorwort zur deutschen Ausgabe von Bertillons Handbuch: „Wir dürfen nicht ausser Acht lassen, dass das System auch zur Lösung anderer Fragen, als der blossen Wiedererkennung von Uebelthätern geeignet ist, denn die Feststellung der körperlichen Persönlichkeit, der unleugbaren Identität eines Erwachsenen entspricht in unserem modernen Kulturleben den mannigfaltigsten Bedürfnissen.“

## Grundlagen
Das in den Jahren 1879 bis 1880 von Bertillon entwickelte System wurde zu seinen Ehren später Bertillonage genannt. Bertillon war seit 1882 Chef des Identifizierungsinstitutes an der Polizeipräfektur in Paris.
Die Bertillonage besteht aus vier Elementen:
- der standardisierten fotografischen Erfassung einer Personen,
- dem „Portrait parlé“ (Gedächtnisbild),
- der standardisierten Vermessung der Personen,
- einer „signaletischen Registratur“.

## Fotografische Erfassung

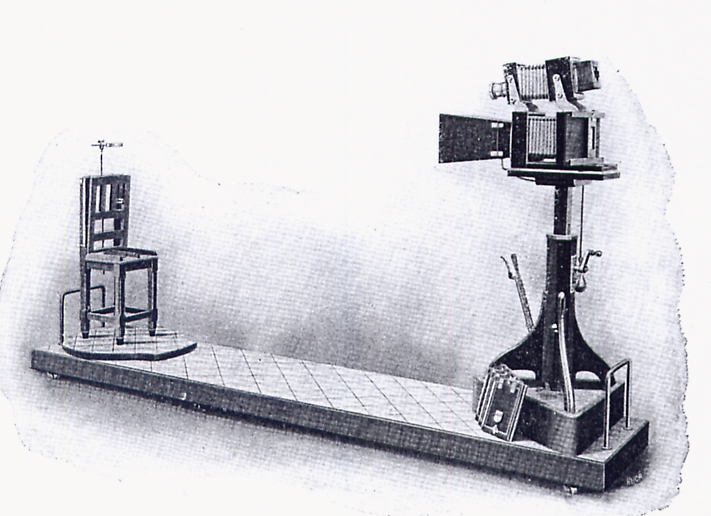
Bertillons Apparat zur Aufnahme signaletischer Porträts (Ernemann-Görlitz)

Um die Vergleichbarkeit und standardisierte Auswertung der Aufnahmen sicherzustellen, konstruierte Bertillon eine spezielle Apparatur. Die inhaftierte Person wurde auf einen drehbaren Sessel gesetzt und mit einem von Bertillon konstruierten Apparat aufgenommen, „der es erlaubt, hintereinander auf dieselbe Platte und ohne daß der Patient seine Stellung auf dem Stuhle zu wechseln braucht, die Enface- und Profilphotographie zu machen“.
In detaillierten Anweisungen wurde festgelegt, auf welche Gesichtspartie scharfgestellt wird, wie die Beleuchtung einzurichten ist usw. Die Profilaufnahme hatte immer von rechts zu erfolgen, damit Polizeibeamte bei der Suche nach Kriminellen wussten, von welcher Seite sie sich den Verdächtigen zu nähern hatten, um Gesicht und Fotografie vergleichen zu können. Diese Aufnahmen wurden auf Karteikarten aufgeklebt und um anthropometrische Angaben, also Angaben über Körpermaße, sowie um den Namen und die Geburtsdaten des Abgebildeten nach einer präzise vorgegebenen Nomenklatur ergänzt.

## Das „Portrait parlé“
Mit Hilfe genauer Vorgaben für die Beschreibung von Nasen-, Ohrenformen etc. wurden die auf eine Karteikarte aufgeklebten Aufnahmen um ein « Portrait parlé » erweitert. Bei diesem „gesprochenen Porträt“ handelte es sich um eine Hilfe für die Fahndungsbeamten. Bertillon ging davon aus, „dass das beste und sogar einzige Mittel für den Detektiv, ein photographisches Bild gut dem Gedächtnis einzuprägen, darin besteht, sich eine genaue und vollständige Beschreibung desselben schriftlich anzufertigen … Der Fahndungsbeamte, der mit der schwierigen Aufgabe betraut ist, an der Hand einer Photographie einen Verbrecher auszuforschen und anzuhalten, muss im stande sein, die Züge und die Gestalt des Verfolgten aus dem Kopfe zu beschreiben, daraus mit einem Wort eine Art „Gedächtnisbild“ zu machen.“

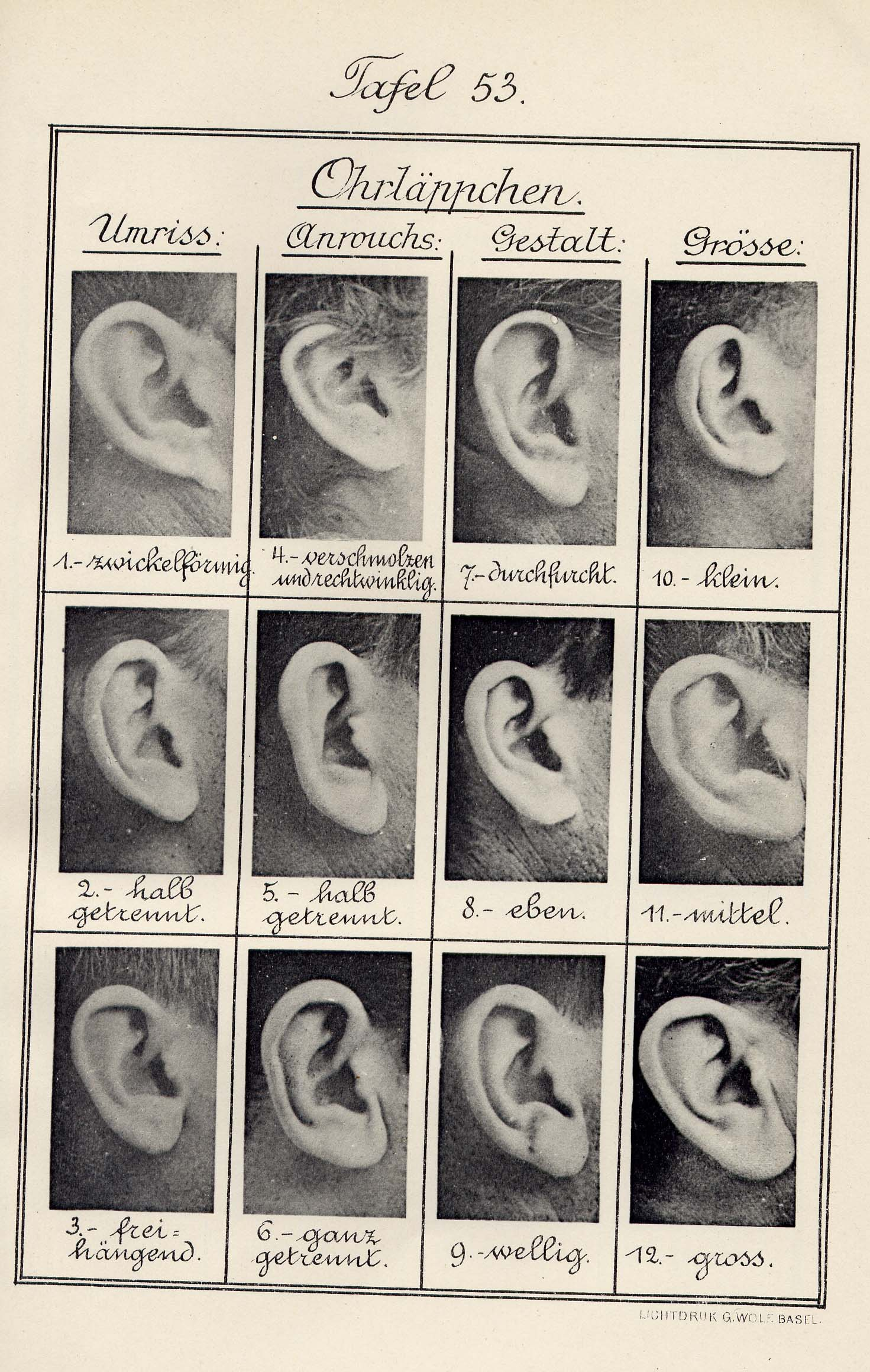
Anleitung zur Beschreibung eines Ohrläppchens – 1895
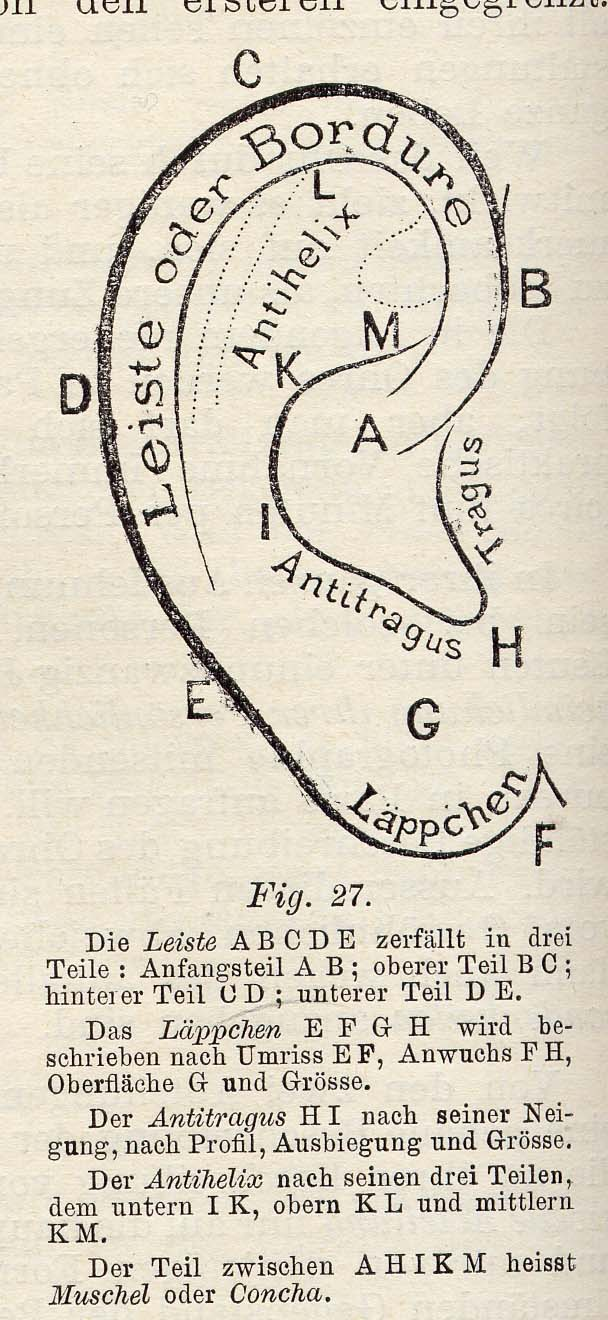
Anleitung zur Beschreibung eines Ohres – 1895
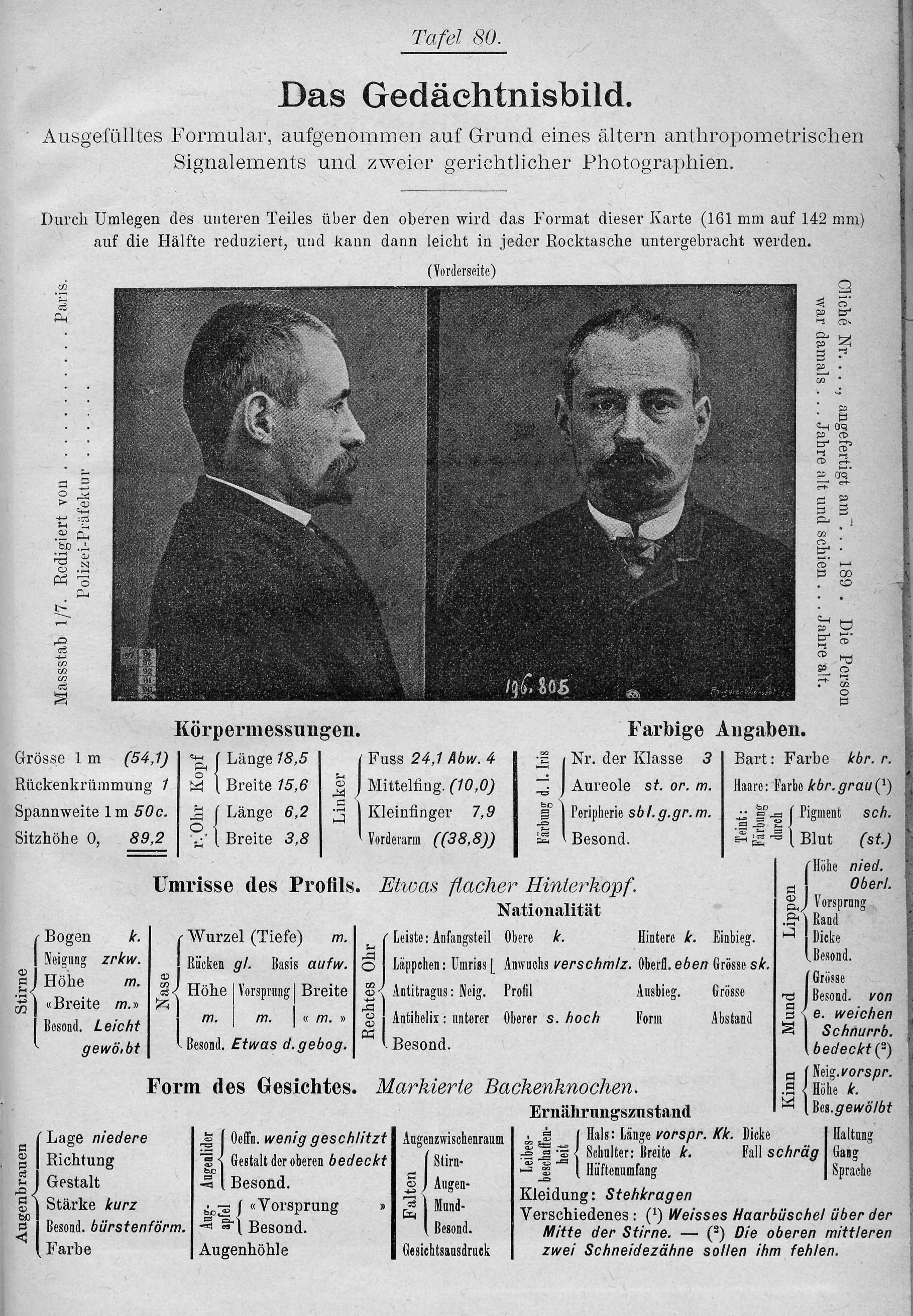
Gedächtnisbild nach Bertillon
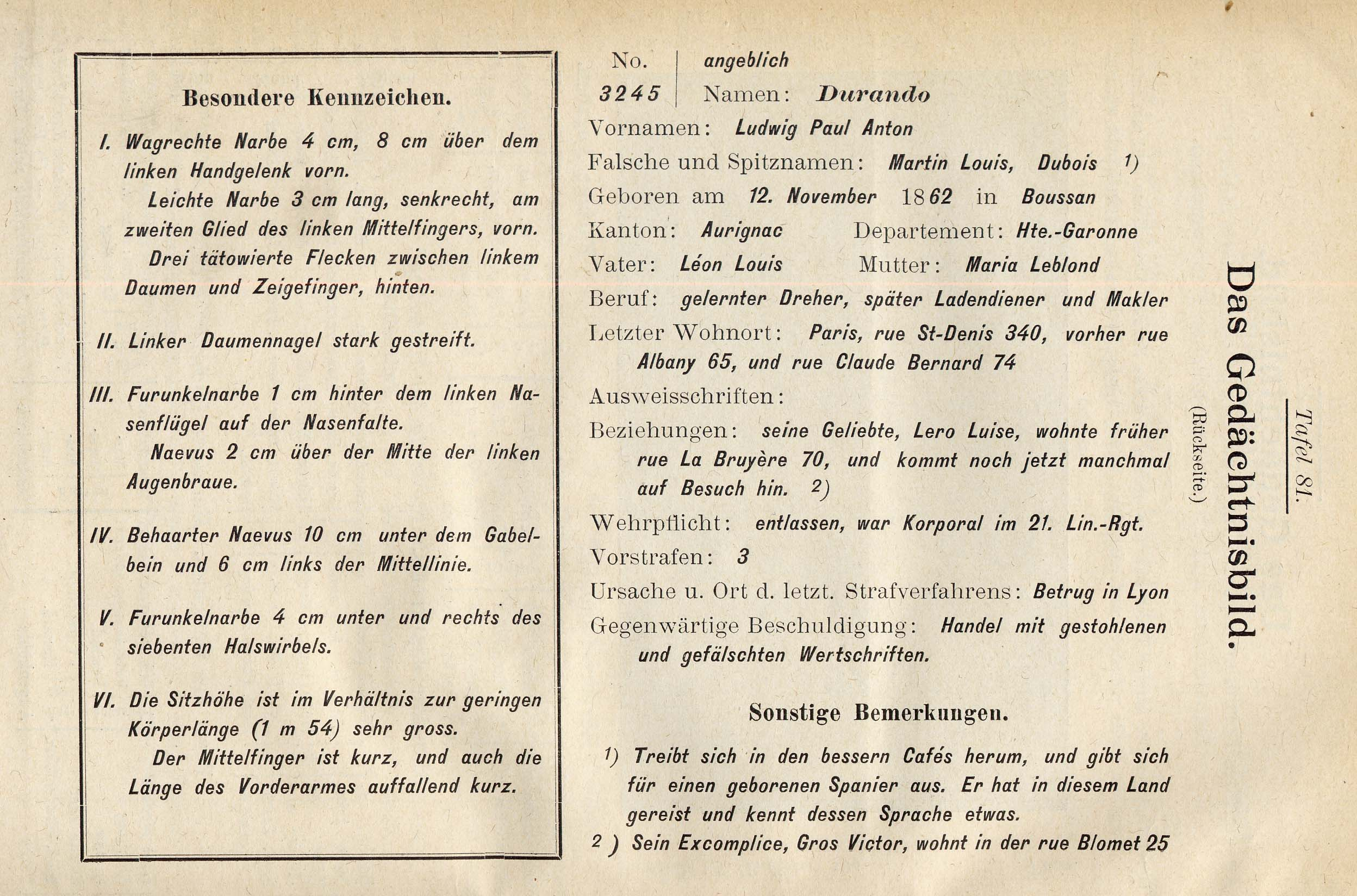
Rückseite des Gedächtnisbilds

## Vermessung der Personen

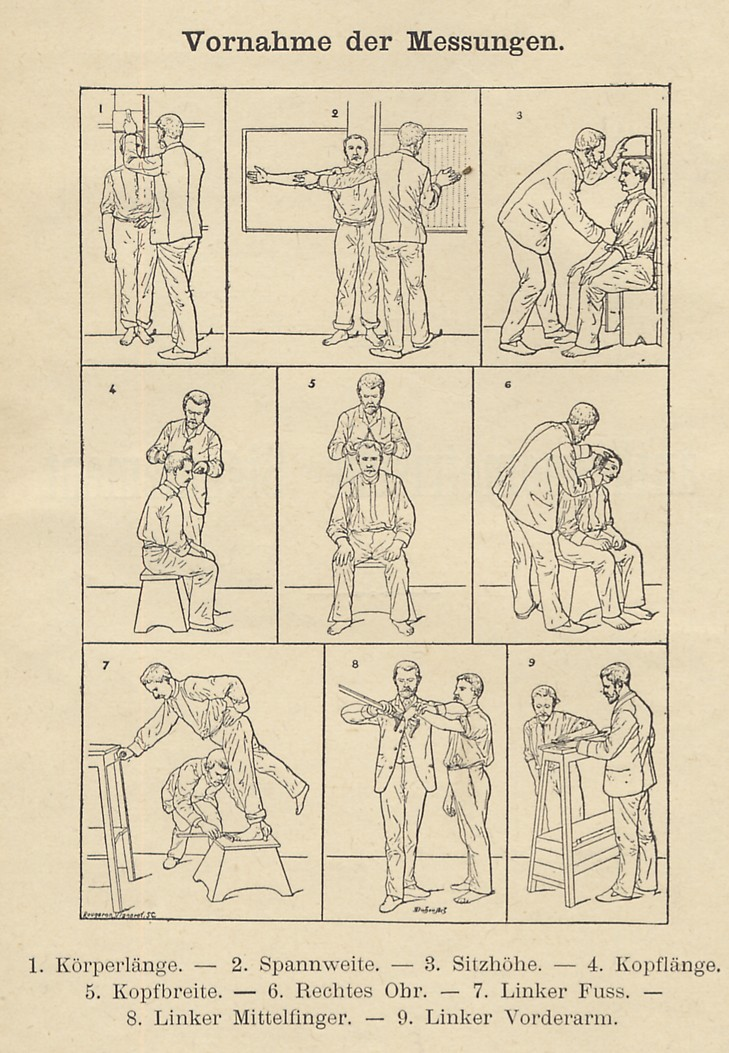
Grafische Darstellung der Einzelschritte bei der Vermessung – Aus
Alphonse Bertillon: Das anthropometrische Signalement (1895)

Bertillon knüpfte an die äußere Erscheinung der Person an. Nach einem genau festgelegten Verfahren wurde mit Hilfe dazu entwickelter Spezialgeräte elf Körpermaße erhoben und die Messungen auf Karteikarten eingetragen. Die Vorschriften gingen bis zur Regelung zum Ablesen und dem Diktieren der Messergebnisse.
Zur eindeutigen Identifizierung einer Person legte Bertillon die folgenden elf Körpermaße fest:
1. Körperlänge
2. Armspannweite
3. Sitzhöhe
4. Kopflänge
5. Kopfbreite
6. Länge des rechten Ohres
7. Breite des rechten Ohres (später ersetzt durch Jochbeinbreite)
8. Länge des linken Fußes
9. Länge des linken Mittelfingers
10. Länge des linken Kleinfingers
11. Länge des linken Unterarmes

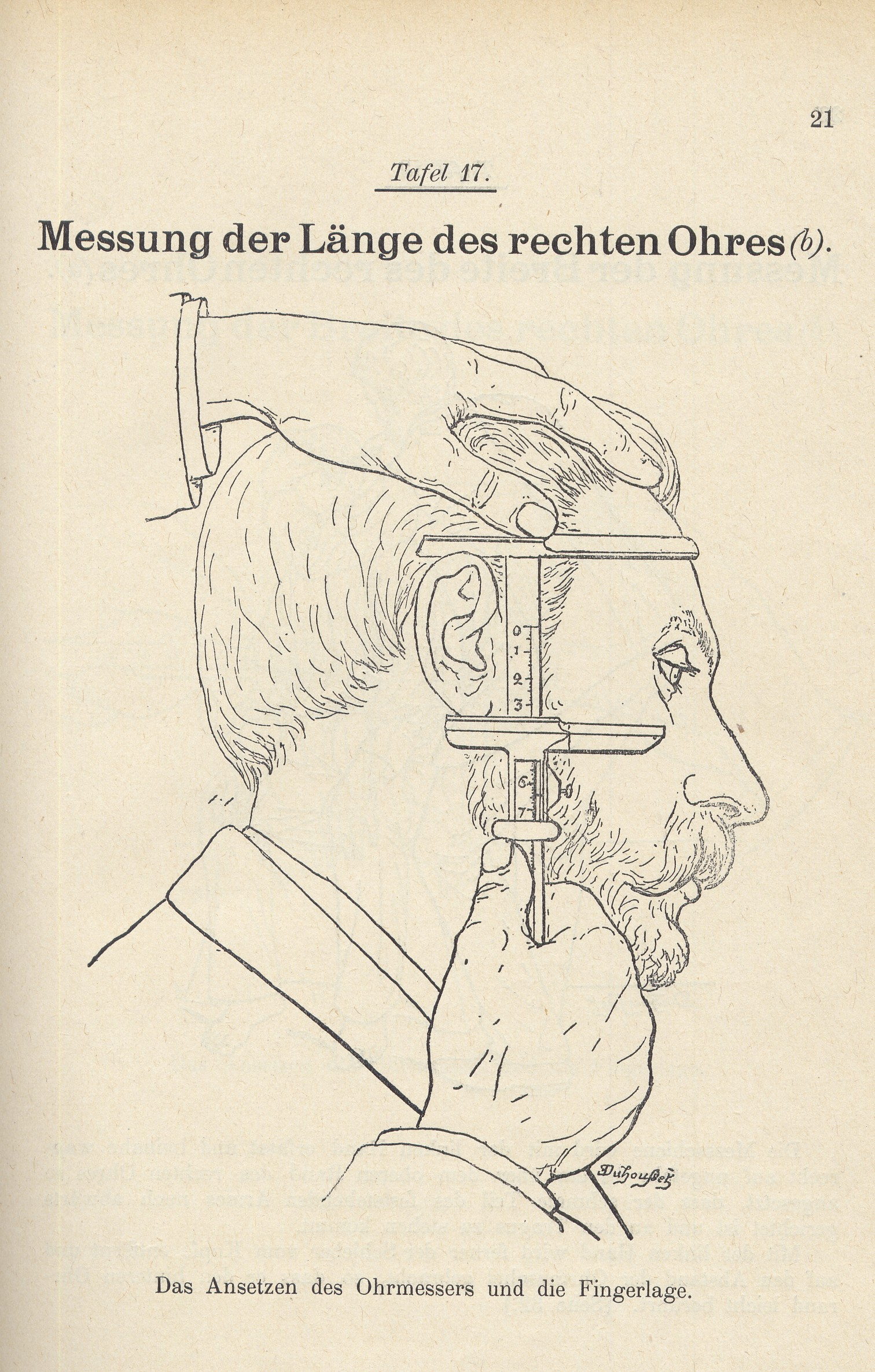
Messung der Länge des rechten Ohres – 1895
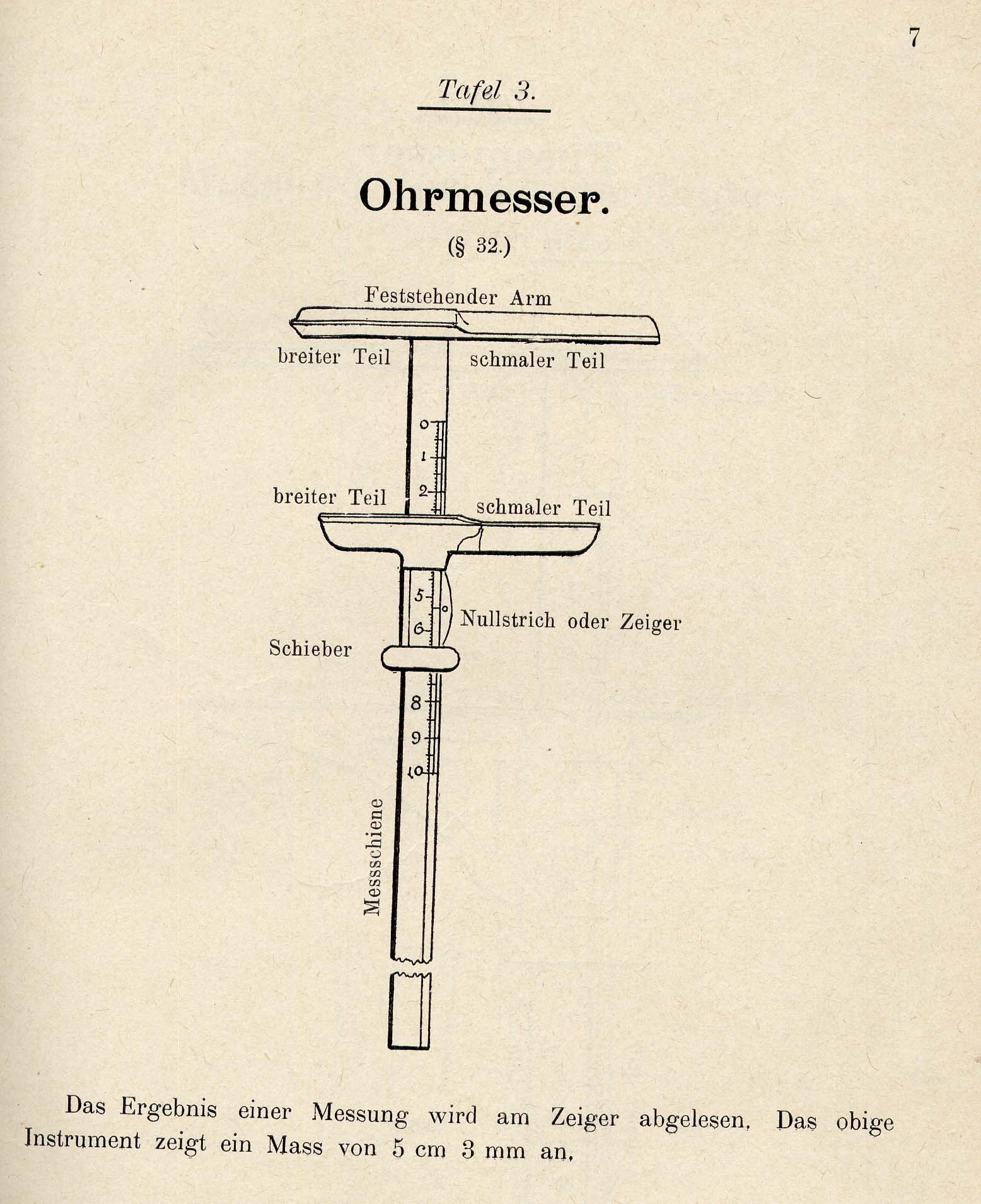
Ohrmesser – 1895

Das Verfahren basierte auf den folgenden Annahmen:
- Die Körpermaße einer Person bleiben nach Vollendung des 20. Lebensjahres im Wesentlichen unverändert.
- Mit steigender Zahl der korrekt abgenommenen Körpermaße sank das Risiko einer Verwechslung.
- Durch Messung und Registrierung dieser Körpermaße könne man eine Person zweifelsfrei identifizieren.

Das von Bertillon entwickelte System basierte auf der statistisch belegten Annahme, dass sich Menschen in ihren körperlichen Abmessungen eindeutig unterscheiden.

## Die signaletische Registratur
Die bei der Vermessung der Personen erhaltenen Werte wurden im sogenannten anthropometrischen Signalment in exakte Ziffern umgesetzt, die innerhalb des Behördenapparates gesammelt, ausgetauscht und verglichen werden konnten. Da allein in der Pariser Polizeipräfektur innerhalb des ersten Jahrzehnts rund 100.000 Verdächtige erfasst wurden, entwickelte Bertillon eine „signaletische Registratur“. Dadurch, dass für die einzelnen Körperglieder jeweils drei ungefähr gleich große Abteilungen – klein, mittel, groß – geschaffen wurden, konnte die Suche nach einer bestimmten Person auf eine überschaubare Anzahl von Karteikarten reduziert werden. Bertillon wendet hier ein von Adolphe Quetelet entdecktes „Naturgesetz“ an: „Alles was lebt, wächst oder vergeht, schwankt zwischen einem Maximum und einem Minimum, zwischen welchen sich die Mannigfaltigkeit der Abstufungen ausbreitet, um so zahlreicher, je näher sie am Mittel stehen, um so seltener, je näher sie den Enden der Reihen liegen.“ (Normalverteilung).

## Geschichte
Die erste Identifizierung eines rückfällig gewordenen Straftäters anhand seiner Körpermaße gelang Bertillon am 20. Februar 1883. Bis zum Jahre 1905 konnte die Pariser Polizei insgesamt 12.614 rückfällige Straftäter durch die Bertillonage identifizieren.
Das System wurde jedoch innerhalb von zwei Jahrzehnten in den meisten amerikanischen und europäischen Nationen abgelöst, nachdem sich die wesentlich einfacher durchzuführende Daktyloskopie durchgesetzt hatte. Bemerkenswerterweise konnte Bertillon selbst jedoch 1902 die erste Identifizierung eines Mörders innerhalb Europas anhand seiner Fingerabdrücke durchführen. Doch auch diese Tatsache ließ ihn weiterhin an den Vorteilen der Daktyloskopie zweifeln. Die Bertillonage wurde nach Bertillons Tod im Jahre 1914 in Frankreich zugunsten der bis dahin bereits weltweit verbreiteten Daktyloskopie aufgegeben.
In den Vereinigten Staaten trat 1903 eine Fehlbarkeit des Systems zu Tage: Der Straftäter Will West wurde vermessen und seine Daten mit denen der bereits registrierten Sträflinge verglichen. Man fand eine Karte, die nahezu perfekt passte, aber nicht die richtige war:
```
Will West:    178.5, 187.0, 91.2, 19.7, 15.8, 14.8, 6.6, 28.2, 12.3, 9.7, 50.2
William West: 177.5, 188.0, 91.3, 19.8, 15.9, 14.8, 6.5, 27.5, 12.2, 9.6, 50.3
```

Wegen Ungenauigkeiten beim Abmessen der Körperlängen musste man stets einige Millimeter Abweichung tolerieren, da die Endpunkte nicht exakt festgelegt werden konnten. Da sich der zunächst verdächtigte Will West vehement weigerte, das Ergebnis anzuerkennen, wurden weitere Ermittlungen angestellt. Zu seinem Glück fand man den zweiten William West, der seit 1901 im Gefängnis saß und ihm in vielerlei Hinsicht stark ähnelte.
Die Bertillonage ist der Daktyloskopie aus verschiedenen Gründen unterlegen. Das System ist sehr komplex und punktuell fehleranfällig. Die Möglichkeit von Verwechslungen konnte auch bei Abnahme von elf Körpermaßen nicht zu 100 % ausgeschlossen werden. Tatsächlich konnte zumindest eine Verwechslung, eben der genannte Will West, zweifelsfrei nachgewiesen werden. Jedoch trug die Namensgleichheit in dem genannten Einzelfall dazu bei, dass Schlussfolgerungen vorschnell gezogen wurden; zudem wurde das Verfahren nicht vollständig durchgeführt, so dass andere Elemente der Bertillonage außer der Karteikarte in diesem Fall nicht zum Einsatz kamen. Für die Abnahme der Maße waren jedoch teure Spezialmessgeräte, geschultes Personal und viel Zeit nötig. Wegen dieser Nachteile setzte sich stattdessen die einfachere Daktyloskopie sehr schnell durch.
Einige Elemente der Bertillonage sind jedoch bis heute im kriminalpolizeilichen Erkennungsdienst erhalten geblieben. So bildeten die von Bertillon unterschiedenen Gesichtsformen und Nasenformen z. T. die Basis für die Schaffung von Phantombildern.

## Darstellung in den Medien
In dem Kinofilm Chicago von 2002 werden in einzelnen Einstellungen Elemente der Bertillonage aufgegriffen (Vermessung der Armspannlängen und Körperhöhe an einer für das Bertillonage-Verfahren typischen Messvorrichtung).